# Сантанджело, Мара
Мара Санта́нджело (итал. Mara Santangelo; род. 28 июня 1981 года, Латина) — итальянская профессиональная теннисистка; победительница одного турнира Большого шлема в парном разряде Открытый чемпионат Франции—2007; обладательница Кубка Федерации 2006 года в составе сборной Италии; победительница десяти турниров WTA (из них один в одиночном разряде).

## Спортивная карьера
Мара Сантанджело начала играть в теннис с пяти лет. Её первым наставником был Альфредо Сартори. До 11 лет она занималась и другими видами спорта, включая лыжные гонки, в которых она завоёвывала призовые места в юниорских соревнованиях. В 12 лет она была приглашена в теннисный центр в Вероне, где проучилась год. В это же время она завоевала серебряную медаль на юниорском (до 12 лет) первенстве Италии в одиночном разряде и выиграла его в командном зачёте. Два года спустя она выиграла чемпионат Италии среди юниоров в возрасте до 14 лет в командном зачёте.
В 1996 году в Николози Мара провела свои первые матчи в турнире ITF, пробившись с Альбертой Брианти во второй круг в парном разряде. С 1998 года она выступает как профессионал, с апреля по сентябрь приняв участие в 11 турнирах ITF. В августе в Николози она впервые дошла до финала турнира ITF в парном разряде, а в сентябре в Реджо-Калабрия выиграла с Катей Альтильей свой первый турнир ITF. В августе 2000 года в Аосте она завоевала свой первый титул в турнирах ITF в одиночном разряде.
В 2002 году Сантанджело стала победительницей чемпионата Италии в высшей лиге в командном зачёте, несмотря на то, что практически всю первую половину года она пропустила из-за травмы спины. В этом году она выступала в основном в одиночном разряде, проведя в парах всего два турнира. Первую половину 2003 года она также выступала только в одиночном разряде, но к июню возобновила игру в парах, за остаток года четырежды побывав в финале турниров ITF. В одиночном разряде она впервые приняла участие в турнирах Большого шлема, пробившись через квалификационный турнир в основную сетку Открытого чемпионата США в одиночном разряде.
В начале 2004 года Сантанджело вышла в третий круг Открытого чемпионата Австралии, где она выиграла четыре квалификационных матча, во втором круге победила посеянную 19-й Елену Данилиду и уступила только первой ракетке мира Жюстин Энен. Это позволило ей войти в число ста лучших тенниситок мира. В парах она добилась этого после выхода с Дженнифер Расселл во второй круг Открытого чемпионата Франции; сразу же после этого они вышли в третий круг на Уимблдоне. В сентябре в Хасселте (Бельгия) Сантанджело выиграла с Расселл свой первый титул WTA. На следующий год, снова с Расселл, Сантанджело дошла до четвертьфинала на Открытом чемпионате Австралии, победив в третьем круге посеянных восьмыми Елену Дементьеву и Ай Сугияму. На Уимблдонском турнире она с аргентинцем Мартином Гарсией уступила в третьем круге соревнования смешанных пар будущим чемпионам Мари Пьерс и Махешу Бхупати. В 2005 году она также провела свой первый матч за сборную Италии в Кубке Федерации.
В 2006 году в Бангалоре Сантанджело выиграла единственный в карьере турнир WTA в одиночном разряде и вошла в число 50 лучших теннисисток мира. Сезон она завершила в качестве обладательницы Кубка Федерации: с командой Италии она одержала победы  над француженками в четвертьфинале и бельгийками в финале; в полуфинале её услуги в парном матче не понадобились, так как итальянки досрочно обыграли испанскую сборную.
2007 год стал лучшим в парной карьере Сантанджело. За год она шесть раз выходила в финал крупных профессиональных турниров и пять из них выиграла, в том числе Открытый чемпионат Франции (с Алисией Молик) и Открытый чемпионат Италии (с Натали Деши). Она также дошла с Молик до полуфинала Уимблдонского турнира, а со сборной Италии — до финала Кубка Федерации, где итальянки проиграли российской команде. К сентябрю Сантанджело достигла пятой позиции в рейтинге теннисисток в парном разряде, а год закончила девятой.
Движение по турнирной сетке, Открытый чемпионат Франции и Уимблдонский турнир 2007 года в женском парном разряде (с Алисией Молик)
| Круг       | Открытый чемпионат Франции                | Открытый чемпионат Франции | Уимблдонский турнир         | Уимблдонский турнир |
| Круг       | Соперницы                                 | Счёт                       | Соперницы                   | Счёт                |
| ---------- | ----------------------------------------- | -------------------------- | --------------------------- | ------------------- |
| 1-й круг   | А. Брианти Карин Кнапп                    | 6-0, 6-2                   | К. Морариу П. Шнидер        | 6-1, 6-3            |
| 2-й круг   | А. Родионова А. Эхритт-Ванк               | 6-4, 4-6, 6-4              | А. Бондаренко К. Бондаренко | 6-2, 6-0            |
| 3-й круг   | Н. Льягостера-Вивес М. Х. Мартинес-Санчес | 6-3, 6-4                   | Е. Веснина М. Кириленко     | 4-6, 6-3, 6-3       |
| 1/4 финала | Ю. Чжань Ц. Чжуан                         | 6-3, 4-6, 6-1              | Ш. Пэн Ц. Янь               | 6-4, 6-1            |
| 1/2 финала | К. Блэк Л. Хубер                          | 6-3, 3-6, 6-3              | К. Блэк Л. Хубер            | 4-6, 6-4, 1-6       |
| Финал      | К. Среботник А. Сугияма                   | 7-6(5), 6-4                |                             |                     |

Первые месяцы 2008 года Сантанджело пришлось пропустить из-за травм. Она вернулась на корт только в мае и только в одиночном разряде, возобновив выступления в парах только к августу. Несмотря на ухудшившееся положение в рейтинге, она была допущена в Олимпийский турнир в Пекине, но выбыла в первом же круге как в одиночном, так и в парном разряде (в парах они с Робертой Винчи проиграли посеянным первыми Светлане Кузнецовой и Динаре Сафиной).
В 2009 году Сантанджело удалось вернуться в элиту, победив на трёх турнирах WTA и дойдя до полуфинала Открытого чемпионата Австралии в парном разряде. К началу Открытого чемпионата Франции она поднялась на 155 мест вверх в рейтинге, но в Париже и на Уимблдоне проиграла уже в первом круге и закончила выступления на этот сезон. В сентябре она приняла участие в чемпионате Европы по пляжному теннису и стала чемпионкой в парном разряде. С начала 2010 года она не выступала, в мае объявила о полном прекращении выступлений в одиночном разряде, но с тех пор и в парах провела всего один матч.
4 февраля 2011 года было официально объявлено о полном прекращении спортивной карьеры.

## Рейтинг на конец года
| Год  | Одиночный рейтинг | Парный рейтинг |
| 2009 | 343               | 40             |
| 2008 | 135               | 198            |
| 2007 | 36                | 9              |
| 2006 | 31                | 41             |
| 2005 | 85                | 71             |
| 2004 | 91                | 90             |
| 2003 | 146               | 114            |
| 2002 | 173               |                |
| 2001 | 299               | 281            |
| 2000 | 263               |                |
| 1999 | 451               |                |
| 1998 | 585               |                |

## Выступления на турнирах

### Финалы турнировWTAв одиночном разряде (2)

#### Победы (1)
| Легенда: До 2009 года        | Легенда: С 2009 года  |
| ---------------------------- | --------------------- |
| Турниры Большого Шлема (0+1) |                       |
| Олимпиада (0)                |                       |
| Итоговый чемпионат года (0)  |                       |
| 1-я категория (0+1)          | Premier Mandatory (0) |
| 2-я категория (0+2)          | Premier 5 (0)         |
| 3-я категория (1+1)          | Premier (0)           |
| 4-я категория (0+1)          | International (0+3)   |
| 5-я категория (0)            | International (0+3)   |

| Титулы по покрытиям | Титулы по месту проведения матчей турнира |
| ------------------- | ----------------------------------------- |
| Хард (1+5)          | Зал (0+1)                                 |
| Грунт (0+4)         | Зал (0+1)                                 |
| Трава (0)           | Открытый воздух (1+8)                     |
| Ковёр (0)           | Открытый воздух (1+8)                     |

| №  | Дата            | Турнир          | Покрытие | Соперница в финале | Счёт           |
| 1. | 19 февраля 2006 | Бангалор, Индия | Хард     | Елена Костанич     | 3-6 7-6(5) 6-3 |

#### Поражения (1)
| №  | Дата            | Турнир          | Покрытие | Соперница в финале | Счёт    |
| 1. | 18 февраля 2007 | Бангалор, Индия | Хард     | Ярослава Шведова   | 4-6 4-6 |

### Финалы турнировITFв одиночном разряде (12)

#### Победы (8)
| Легенда:         |
| ---------------- |
| 100.000 USD (2)  |
| 75.000 USD (0+3) |
| 50.000 USD (1+1) |
| 25.000 USD (3+3) |
| 10.000 USD (2+7) |

| Титулы по покрытиям | Титулы по месту проведения матчей турнира |
| ------------------- | ----------------------------------------- |
| Хард (1+1)          | Зал (4)                                   |
| Грунт (5+13)        | Зал (4)                                   |
| Трава (0)           | Открытый воздух (1+14)                    |
| Ковёр (2)           | Открытый воздух (1+14)                    |

| №  | Дата            | Турнир                        | Покрытие | Соперница в финале   | Счёт        |
| 1. | 20 августа 2000 | Аоста, Италия                 | Грунт    | Андрея Ванк          | 1-6 6-0 6-1 |
| 2. | 27 августа 2000 | Кунео, Италия                 | Грунт    | Эдит Нунес-Бурсо     | 6-2 3-6 6-3 |
| 3. | 25 августа 2002 | Марибор, Словения             | Грунт    | Эдина Галловиц       | 6-2 6-3     |
| 4. | 2 февраля 2003  | Ортизеи, Италия               | Ковёр(i) | София Арвидссон      | 2-6 6-2 6-2 |
| 5. | 3 апреля 2005   | Поса-Рика-де-Идальго, Мексика | Хард     | Рёко Фуда            | 3-6 6-2 6-0 |
| 6. | 1 мая 2005      | Таранто, Италия               | Грунт    | Кира Надь            | 6-1 6-0     |
| 7. | 20 июля 2008    | Бьелла, Италия                | Грунт    | Елена Костанич-Тошич | 6-3 6-1     |
| 8. | 19 октября 2008 | Ортизеи, Италия               | Ковёр(i) | Кристина Барруа      | 6-3 — отказ |

#### Поражения (4)
| №  | Дата            | Турнир                | Покрытие | Соперница в финале | Счёт        |
| 1. | 24 июня 2002    | Фонтанафредда, Италия | Грунт    | Алёна Бондаренко   | 3-6 0-6     |
| 2. | 8 сентября 2002 | Фано, Италия          | Грунт    | Флавия Пеннетта    | 6-3 4-6 0-6 |
| 3. | 20 октября 2002 | Жуэ-ле-Тур, Франция   | Хард(i)  | Камиль Пен         | 6-2 3-6 0-6 |
| 4. | 23 октября 2005 | Сен-Рафаэль, Франция  | Хард(i)  | Марет Ани          | 3-6 5-7     |

### Финалы турниров Большого шлема в парном разряде (1)

#### Победы (1)
| №  | Год  | Турнир                     | Покрытие | Партнёрша    | Соперницы в финале            | Счёт       |
| 1. | 2007 | Открытый чемпионат Франции | Грунт    | Алисия Молик | Катарина Среботник Ай Сугияма | 7-6(5) 6-4 |

### Финалы турнировWTAв парном разряде (12)

#### Победы (9)
| №  | Дата            | Турнир                     | Покрытие | Партнёрша          | Соперницы в финале                              | Счёт               |
| 1. | 3 октября 2004  | Хасселт, Бельгия           | Хард(i)  | Дженнифер Расселл  | Нурия Льягостера Вивес Марта Марреро            | 6-3 7-5            |
| 2. | 11 февраля 2007 | Паттайя, Таиланд           | Хард     | Николь Пратт       | Чжань Юнжань Чжуан Цзяжун                       | 6-4 7-6(4)         |
| 3. | 8 апреля 2007   | Амелия-Айленд, США         | Грунт    | Катарина Среботник | Анабель Медина Гарригес Вирхиния Руано Паскуаль | 6-3 7-6(4)         |
| 4. | 20 мая 2007     | Рим, Италия                | Грунт    | Натали Деши        | Роберта Винчи Татьяна Гарбин                    | 6-4 6-1            |
| 5. | 8 июня 2007     | Открытый чемпионат Франции | Грунт    | Алисия Молик       | Катарина Среботник Ай Сугияма                   | 7-6(5) 6-4         |
| 6. | 25 августа 2007 | Нью-Хейвен, США            | Хард     | Саня Мирза         | Кара Блэк Лизель Хубер                          | 6-1 6-2            |
| 7. | 10 января 2009  | Окленд, Новая Зеландия     | Хард     | Натали Деши        | Нурия Льягостера Вивес Аранча Парра Сантонха    | 4-6 7-6(3) [12-10] |
| 8. | 8 марта 2009    | Монтеррей, Мексика         | Хард     | Натали Деши        | Ивета Бенешова Барбора Заглавова-Стрыцова       | 6-3 6-4            |
| 9. | 23 мая 2009     | Страсбург, Франция         | Грунт    | Натали Деши        | Клер Фёэрстен Стефани Форетц                    | 6-0 6-1            |

#### Поражения (3)
| №  | Дата            | Турнир              | Покрытие | Партнёрша      | Соперницы в финале                              | Счёт        |
| 1. | 17 октября 2004 | Ташкент, Узбекистан | Хард     | Марион Бартоли | Адриана Серра-Дзанетти Антонелла Серра-Дзанетти | 6-1 3-6 4-6 |
| 2. | 14 августа 2005 | Стокгольм, Швеция   | Хард     | Ева Бирнерова  | Эмили Луа Катарина Среботник                    | 4-6 3-6     |
| 3. | 12 августа 2007 | Лос-Анджелес, США   | Хард     | Алисия Молик   | Квета Пешке Ренне Стаббс                        | 0-6 1-6     |

### Финалы турнировITFв парном разряде (19)

#### Победы (14)
| №   | Дата             | Турнир                        | Покрытие | Партнёрша                | Соперницы в финале                     | Счёт        |
| 1.  | 20 сентября 1998 | Реджо-ди-Калабрия, Италия     | Грунт    | Катя Алтилья             | Андрея Ванк Елена Пиоппо               | 7-6 4-6 6-4 |
| 2.  | 1 августа 1999   | Хорб-ам-Неккар, Германия      | Грунт    | Рева Хадсон              | Андреа Себова Ева Фислова              | 6-2 6-2     |
| 3.  | 19 сентября 1999 | Биоград-на-Мору, Хорватия     | Грунт    | Наталья Галоуза          | Сильвия Урицкова Ева Фислова           | 6-2 6-2     |
| 4.  | 10 октября 1999  | Жирона, Испания               | Грунт    | Мария Вольфбрандт        | Росио Гонсалес Марина Эскобар-Мартинес | 6-7 6-1 6-3 |
| 5.  | 15 апреля 2000   | Цавтат, Хорватия              | Грунт    | Марьяна Ковачевич        | Зузана Гейдова Петра Кучова            | 6-3 4-6 6-3 |
| 6.  | 20 августа 2000  | Аоста, Италия                 | Грунт    | Мария Елена Камерин      | Оана-Елена Голимбьоски Андрея Ванк     | 7-5 4-6 6-1 |
| 7.  | 27 августа 2000  | Кунео, Италия                 | Грунт    | Мария Елена Камерин      | Сильвия Дисдери Анна Флорис            | 7-5 6-2     |
| 8.  | 3 сентября 2000  | Сполето, Италия               | Грунт    | Мария Елена Камерин      | Оана-Елена Голимбьоски Андрея Ванк     | Без игры    |
| 9.  | 25 сентября 2000 | Тбилиси, Грузия               | Грунт    | Мариана Диас-Олива       | Йоланда Менс Алёна Пауленкова          | 4-6 6-3 6-2 |
| 10. | 14 сентября 2003 | Денен, Франция                | Грунт    | Антонелла Серра-Дзанетти | Юлия Бейгельзимер Татьяна Пучек        | 7-5 6-3     |
| 11. | 12 октября 2003  | Латина, Италия                | Грунт    | Роберта Винчи            | Марет Ани Либуша Прушова               | 3-6 6-2 6-4 |
| 12. | 2 апреля 2005    | Поса-Рика-де-Идальго, Мексика | Хард     | Седа Норландер           | Даниэла Клеменшиц Сандра Клеменшиц     | 6-2 4-6 6-3 |
| 13. | 5 июня 2005      | Простеёв, Чехия               | Грунт    | Юлия Бейгельзимер        | Дая Беданова Барбора Стрыцова          | 6-1 4-6 6-2 |
| 14. | 3 августа 2008   | Римини, Италия                | Грунт    | Роберта Винчи            | Катрин Вёрле Штефани Фёгеле            | 6-1 6-4     |

#### Поражения (5)
| №  | Дата             | Турнир            | Покрытие | Партнёрша           | Соперницы в финале              | Счёт        |
| 1. | 16 августа 1998  | Николози, Италия  | Хард     | Лаура Дельанджело   | Алессия Ломбарди Елена Пиоппо   | 6-3 2-6 4-6 |
| 2. | 12 сентября 1999 | Задар, Хорватия   | Грунт    | Наталья Галоуза     | Ольга Блоготова Яна Мацурова    | 1-6 3-6     |
| 3. | 30 апреля 2000   | Чериньола, Италия | Грунт    | Мария Елена Камерин | Мария Бобоедова Людмила Никоян  | Без игры    |
| 4. | 27 июля 2003     | Инсбрук, Австрия  | Грунт    | Мелинда Цинк        | Мария Вольфбрандт Кира Надь     | 4-6 6-4 4-6 |
| 5. | 17 августа 2003  | Бронкс, США       | Хард     | Селима Сфар         | Юлия Бейгельзимер Татьяна Пучек | 4-6 5-7     |

### Финалы командных турниров (2)

#### Победа (1)
| №  | Год  | Турнир          | Команда                                                   | Соперник в финале                   | Счёт |
| 1. | 2006 | Кубок Федерации | Италия Р. Винчи, Ф. Пеннетта, М. Сантанджело, Ф. Скьявоне | Бельгия К. Флипкенс, Ж. Энен-Арденн | 3-2  |

#### Поражение (1)
| №  | Год  | Турнир          | Команда                                      | Соперник в финале                                          | Счёт |
| 1. | 2007 | Кубок Федерации | Италия Р. Винчи, М. Сантанджело, Ф. Скьявоне | Россия Е. Веснина, С. Кузнецова, Н. Петрова, А. Чакветадзе | 0-4  |